# Antonio Santucci
Antonio Santucci (Pomarance, 1550 circa – 1613) è stato un astronomo e scienziato italiano.

## Biografia

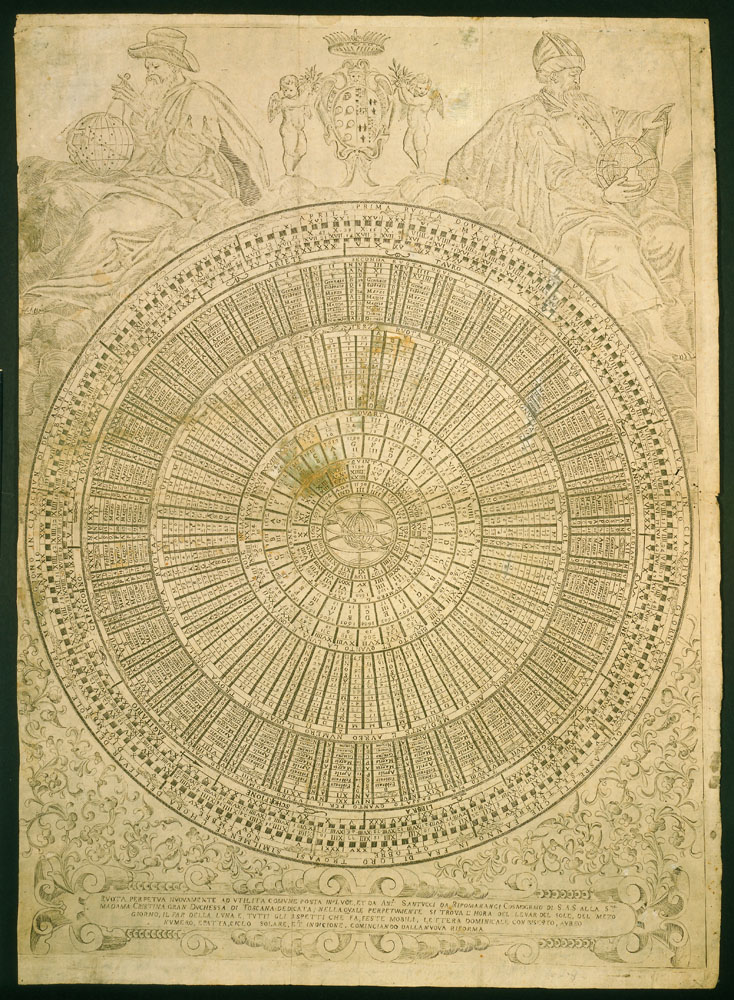
Ruota perpetua per il calcolo del computo ecclesiastico, realizzata da Santucci e conservata al Museo Galileo di Firenze.

Rettore di matematica all'Università di Pisa dal 1599 al 1612, Antonio Santucci fu astronomo e cosmografo al servizio di Ferdinando I (1549-1609) e poi di Cosimo II (1590-1621). Attento osservatore di comete, soprattutto quella del 1582, nel 1611 pubblicò la prima edizione del suo Trattato delle comete nel quale sosteneva che queste non erano, come voleva la scienza dell'epoca, dei fenomeni atmosferici. Dell'anno seguente è il Breve discorso sopra il trattato galileiano sulle galleggianti (che si conserva manoscritto nella Biblioteca Nazionale Centrale di Firenze). A lui si deve anche un trattato sugli strumenti matematici e topografici conservati nella Guardaroba Medicea, composto nel 1593 su incarico del granduca Ferdinando I. Celebri sono le sue monumentali sfere armillari: quella eseguita nel 1582 per il re di Spagna Filippo II, oggi all'Escorial di Madrid, e la sfera armillare costruita tra il 1588 e il 1593 per la Sala delle Matematiche degli Uffizi, oggi conservata presso il Museo Galileo di Firenze (inv. 714).
La ruota perpetua, un'incisione dedicata a Cristina di Lorena e datata dopo il 1582, è composta da cinque ruote concentriche che permettono di individuare, per qualsiasi giorno dell'anno il sorgere del Sole, le fasi lunari, le feste mobili e la lettera dominicale, il numero aureo e l'epatta. Al centro vi è raffigurata una sfera armillare, mentre sopra la ruota, due figure maschili con un compasso misurano le distanze su un globo del cielo e uno della terra.

## Opere
1. Antonio Santucci, Dichiarazione della ruota perpetua, nuovamente ad utilità comune posta in luce, nella quale perpetuamente si trova l’ora del levar del sole [...] le feste mobili [...] cominciando dalla nuova Riforma, Firenze, 1590.
2. Antonio Santucci, Trattato nuovo delle comete, che le siano prodotte in cielo, e non nella regione dell’aria, come alcuni dicono, [...] con l’aggiunta che le sfere del fuoco, e dell’aria non si muouino di moto circolare delle 24 hore, Firenze, appresso Gio. Antonio Caneo, 1611. Seconda edizione: 1619.